# Beöthy Ákos

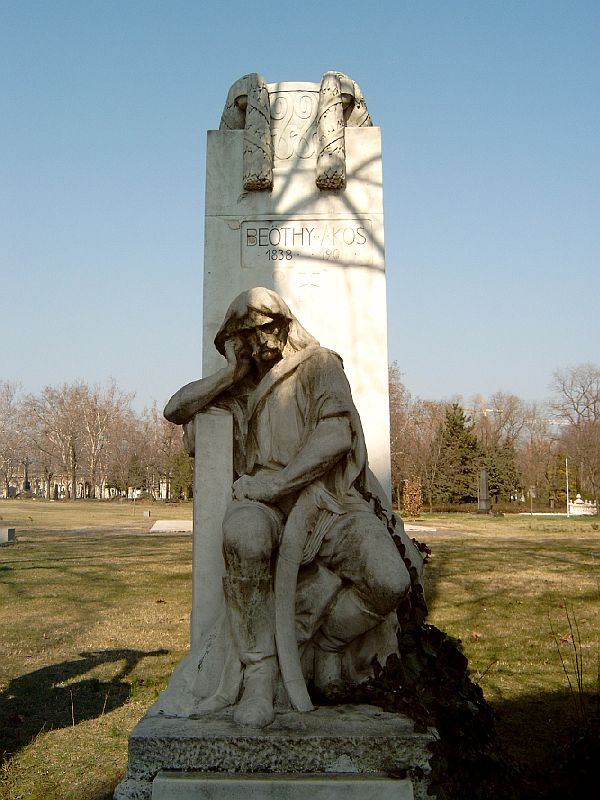
Beöthy Ákos sírja Budapesten. Kerepesi temető: 28-ds.-41. Zala György műve.

Bessenyői és örvéndi Beöthy Ákos (Nagymarja, 1838. november 12. – Budapest, 1904. december 1.) politikus, publicista, a Magyar Tudományos Akadémia tagja, Beöthy Ödön fia.

## Életpályája
A római katolikus nemesi származású bessenyői és örvéndi Beöthy család sarja. Jogi tanulmányai befejezése után 1860 körül Bihar vármegye aljegyzőjévé választották. Sokat utazott külföldön, különösen Angliával ismerkedett meg behatóan. Több angol értekezést fordított le és adott ki a Budapesti Szemlében (1860-62). 1872-ben Deák-párti programmal Kismarton országgyűlési képviselőjévé választották. Később a Sennyei-féle frakcióhoz, majd a mérsékelt ellenzéki párthoz csatlakozott. A Mérsékelt Ellenzékből alakult a Nemzeti Párt, amelynek 1887 és 1896 között egyik vezetője, nagy hatású szónoka volt. Kassa város képviselőjeként országgyűlési képviselő volt.  1901-től a pártonkívüli ellenzék csoportjához tartozott, az újjászervezett Nemzeti Párthoz már nem csatlakozott.

## Akadémiai tagsága
- Levelező tag (1902)

## Műve
- A magyar államiság fejlődése, küzdelmei (I-II-III, Bp., 1900-1906).